# Jusqu'au dernier : la destruction des Juifs d'Europe
Pour les articles homonymes, voir Jusqu'au dernier (homonymie) et La Destruction des Juifs d'Europe (homonymie).
Jusqu'au dernier : la Destruction des Juifs d'Europe est une série télévisée franco-allemande de 8 épisodes de 52 minutes, co-réalisée par William Karel et Blanche Finger, diffusée sur ZDFinfo, France 2 et sur la RTBF,.
La série, disponible en trois versions (allemand, anglais, français), est produite en 2014 à l’occasion du 70e anniversaire de la libération du camp d'extermination d’Auschwitz par Pawel Rozenberg, Céline Nusse, coproduite par Zadig Productions et LOOKSfilm. Certains textes sont lus par Yvan Attal, Lambert Wilson et Rut El Yuvi.

## Sujet
La série est basée sur des entretiens avec des historiens et des écrivains tels que Ian Kershaw, Georg Stefan Troller, Saul Friedlander, Amos Oz et Serge Klarsfeld. Elle analyse le détail pratique de ce qui a rendu possible l'extermination, la chronologie, les employés, les auteurs, l'enchaînement de la persécution : discrimination, exclusion, pillage systématique, emprisonnement, assassinat.

## Épisodes
Huit documentaires de 55 minutes chacun, plus un supplément de 14 minutes :
1. La fin des illusions
2. Le piège
3. Au cœur de la nuit
4. La mort en face
5. La solution finale
6. Les disparus
7. Autopsie d'un assassinat
8. La diaspora des cendres
  - Supplément : Kristallnarcht - Über di Notwendigkeit des Erinnerns (De la nécessité de se souvenir) - De la nécessité de commémorer.